# Хуан Ваньлін
Хуан Ваньлін (нар. 11 лютого 1977) — тайваньська борчиня вільного стилю, срібна та бронзова призерка чемпіонатів Азії.

## Життєпис
Боротьбою почала займатися з 1991 року. 
Тренер — Хунг, Чао Чин.

## Спортивні результати на міжнародних змаганнях

### Виступи на Чемпіонатах світу
| Змагання                        | Збірна            | Вагова категорія          | Місце |
| ------------------------------- | ----------------- | ------------------------- | ----- |
| Чемпіонат світу з боротьби 1996 | Китайський Тайбей | жіноча боротьба, до 61 кг | 8     |
| Чемпіонат світу з боротьби 1997 | Китайський Тайбей | жіноча боротьба, до 62 кг | 11    |

### Виступи на Чемпіонатах Азії
| Змагання                       | Збірна            | Вагова категорія          | Місце  |
| ------------------------------ | ----------------- | ------------------------- | ------ |
| Чемпіонат Азії з боротьби 1996 | Китайський Тайбей | жіноча боротьба, до 61 кг | Бронза |
| Чемпіонат Азії з боротьби 1997 | Китайський Тайбей | жіноча боротьба, до 62 кг | Срібло |